# Tuyên bố ASEAN
Tuyên bố ASEAN, hay còn gọi là Tuyên bố Bangkok, là văn bản thành lập của Hiệp hội các quốc gia Đông Nam Á (ASEAN). Văn bản được ký kết tại Bangkok ngày 8 tháng 8 năm 1967 bởi 5 thành viên sáng lập là Indonesia, Singapore, Philippines, Malaysia và Thái Lan như một biểu hiện của sự đoàn kết chống lại chủ nghĩa cộng sản đang phát triển ở Việt Nam và sự nổi lên của chủ nghĩa cộng sản trong lòng chính các quốc gia này. Nó cũng đặt nền móng cho những nguyên tắc cơ bản của ASEAN là hợp tác, thân thiện và không can thiệp vào tình hình nội bộ của nhau. Ngày 8 tháng 8 hằng năm đã trở thành Ngày ASEAN.

## Các vấn đề liên quan

### Chủ nghĩa cộng sản
Trước khi tuyên bố này ra đời, 5 nước Đông Nam Á đã nỗ lực chống lại ảnh hưởng của chủ nghĩa cộng sản. Khi đó, chính phủ Philippines đã cố gắng để ân xá cho các cựu binh sĩ Hukbalahap, những người đã gây ra xung đột vũ trang trên đảo Luzon trong suốt những năm 1950, dẫn đến sự sụp đổ của chính quyền trung ương. Xung đột giữa quân đội Indonesia và đảng Cộng sản Indonesia kết thúc vào cuối năm 1965 với việc ban hành đạo luật Trật tự Mới của tổng thống thứ 2 Suharto chống cộng tuyệt đối, trong khi chính quyền tổng thống tiền nhiệm Sukarno có sự gia tăng số lượng người theo chủ nghĩa cộng sản. Cùng lúc đó, Liên bang Malaya cũng đang bận chiến đấu chống lại chủ nghĩa cộng sản.
Chủ nghĩa cộng sản cũng dẫn đến ý tưởng sáp nhập Liên bang Malaya, Sarawak, Singapore và Bắc Borneo thành một thực thể chung, nhằm loại bỏ khả năng Singapore rơi vào chủ nghĩa cộng sản. Điều này đã đạt được với việc thành lập Liên bang Malaysia hiện đại. Singapore đã bị trục xuất khỏi Liên bang này vào năm 1965 vì những căng thẳng chủng tộc và tranh cãi về cách thức quản lý Liên bang Malaysia, nhưng vẫn là một xã hội dân chủ tư bản với quan hệ chặt chẽ với các nước láng giềng mới.

## Căng thẳng giữa các nước láng giềng
Một vấn đề liên quan khác là sự thành lập của Malaysia. Năm 1961, tổng thống Tunku Abdul Rahman của Malaysia đã tuyên bố kế hoạch thành lập một liên bang mới có tên là Malaysia. Việc này bị Indonesia và Philippines phản đối bởi vì Indonesia tin rằng chính thể này là một dạng của chủ nghĩa thực dân mới trong khi Philippines tuyên bố bắc Borneo thuộc lãnh thổ nước này.
Để xoa dịu căng thẳng, một liên minh phi chính trị có tên là Maphilindo được thành lập. Tuy nhiên điều này cũng không thành công khi mà người ta nhận ra rằng Maphilindo được tạo ra chỉ nhằm mục đích trì hoãn và ngăn cản sự thành lập của Malaysia.
Bất chấp những phản đối, quốc gia Malaysia đã ra đời năm 1963, dẫn đến sự đối đầu giữa Indonesia và Malaysia.
Các học giả tin rằng việc thành lập ASEAN đã ngăn chặn những sự thù địch tương tự giữa các quốc gia Đông Nam Á.